# 1995 CH1
1995 CH1 är en asteroid i huvudbältet som upptäcktes den 3 februari 1995 av de båda japanska astronomerna Seiji Ueda och Hiroshi Kaneda i Kushiro.
Asteroiden har en diameter på ungefär 4 kilometer.